# Decimus Turullius
Decimus (oder Publius) Turullius (oder  Turulius) (* vermutlich vor 74 v. Chr.; † 30 v. Chr. auf Kos) war ein römischer Politiker und Militär, der zum Kreis der Verschwörer gegen Gaius Iulius Caesar gehörte.
Decimus Turullius wird als einer der Caesarmörder genannt. Im Jahr des Attentats, 44 v. Chr., war er Quästor und ist als Münzmeister belegt. Zusammen mit Lucius Tillius Cimber ging er nach Bithynien und übernahm das Kommando der dort ausgehobenen Flotte, mit der er im folgenden Jahr unter Gaius Cassius Longinus als (Pro-)Quästor gegen Publius Cornelius Dolabella vorging.
Nach der Schlacht von Philippi 42 v. Chr. rettete er sich mit seiner Flotte und einer großen Geldsumme, die er in Rhodos erpresst hatte, zusammen mit Gaius Cassius Parmensis und anderen möglicherweise zu Sextus Pompeius nach Sizilien. Nach der Seeschlacht von Naulochoi befand er sich in Diensten des Marcus Antonius, mit dem er auf gutem Fuß stand. Dennoch übergab ihn Antonius nach der Schlacht von Actium an Octavian, der ihn 30 v. Chr. auf der Insel Kos hinrichten ließ, vorgeblich als Strafe für den Frevel, als Präfekt des Antonius dort Holz aus heiligen Wäldern des Asklepieions für den Flottenbau geschlagen zu haben.